# Чемпионат Северной, Центральной Америки и Карибского бассейна по волейболу среди женщин 2015
24-й чемпионат Северной, Центральной Америки и Карибского бассейна (NORCECA) по волейболу среди женщин проходил с 27 сентября по 2 октября 2015 года в Морелии (Мексика) с участием 8 национальных сборных команд. Чемпионский титул в 8-й раз в своей истории и в 3-й раз подряд выиграла сборная США.

## Команды-участницы
Мексика — команда страны-организатора;
Доминиканская Республика, Канада, Куба, Пуэрто-Рико, США — по результатам рейтинга NORCECA;
Коста-Рика — победитель розыгрыша Центральноамериканского Кубка 2014;
Тринидад и Тобаго — победитель Карибского чемпионата 2014.
Победитель Восточно-Карибского чемпионата 2014 сборная Сент-Люсии от участия в чемпионате Северной, Центральной Америки и Карибского бассейна 2015 отказалась.

## Система проведения чемпионата
8 команд-участниц на предварительном этапе были разбиты на две группы, в которых команды играли в один круг. Первичным критерием при распределении мест в группах служило общее количество побед, затем количество набранных очков, соотношение партий, соотношение игровых очков и, наконец, результаты личных встреч. За победу со счётом 3:0 начислялось 5 очков, за победу 3:1 — 4, 3:2 — 3 очка, за поражение 2:3 проигравший получал 2 очка, 1:3 — 1 и за поражение 0:3 очки не начислялись. Победители групп напрямую вышли в полуфинал плей-офф. Команды, занявшие в группах 2-е и 3-и места, вышли в четвертьфинал и в стыковых матчах определили ещё двух участников полуфинала. Полуфиналисты по системе с выбыванием определили призёров первенства. Проигравшие в 1/4-финала вместе с худшими командами в группах также по системе плей-офф разыграли итоговые 5—8-е места.

## Предварительный этап

### Группа А
| М | Команда    | 1   | 2   | 3   | 4   | И | В | П | С/П | О  |
| - | ---------- | --- | --- | --- | --- | - | - | - | --- | -- |
| 1 | США        |     | 3:0 | 3:0 | 3:0 | 3 | 3 | 0 | 9:0 | 15 |
| 2 | Канада     | 0:3 |     | 3:2 | 3:0 | 3 | 2 | 1 | 6:5 | 8  |
| 3 | Куба       | 0:3 | 2:3 |     | 3:0 | 3 | 1 | 2 | 5:6 | 7  |
| 4 | Коста-Рика | 0:3 | 0:3 | 0:3 |     | 3 | 0 | 3 | 0:9 | 0  |

27 сентября: США — Коста-Рика 3:0 (25:15, 25:11, 25:13); Канада — Куба 3:2 (25:22, 18:25, 22:25, 25:20, 15:12).
28 сентября: Куба — Коста-Рика 3:0 (25:14, 25:15, 25:21); США — Канада 3:0 (25:15, 25:17, 25:19).
29 сентября: Канада — Коста-Рика 3:0 (25:15, 25:12, 25:10); США — Куба 3:0 (25:16, 25:18, 30:28).

### Группа В
| М | Команда                  | 1   | 2   | 3   | 4   | И | В | П | С/П | О  |
| - | ------------------------ | --- | --- | --- | --- | - | - | - | --- | -- |
| 1 | Доминиканская Республика |     | 3:2 | 3:0 | 3:0 | 3 | 3 | 0 | 9:2 | 13 |
| 2 | Пуэрто-Рико              | 2:3 |     | 3:2 | 3:0 | 3 | 2 | 1 | 8:5 | 10 |
| 3 | Мексика                  | 0:3 | 2:3 |     | 3:0 | 3 | 1 | 2 | 5:6 | 7  |
| 4 | Тринидад и Тобаго        | 0:3 | 0:3 | 0:3 |     | 3 | 0 | 3 | 0:9 | 0  |

27 сентября: Доминиканская Республика — Пуэрто-Рико 3:2 (25:19, 25:19, 18:25, 20:25, 15:13); Мексика — Тринидад и Тобаго 3:0 (25:16, 25:12, 25:23).
28 сентября: Доминиканская Республика — Тринидад и Тобаго 3:0 (25:16, 25:14, 25:17); Пуэрто-Рико — Мексика 3:2 (25:20, 23:25, 25:16, 18:25, 15:11).
29 сентября: Пуэрто-Рико — Тринидад и Тобаго 3:0 (25:14, 25:14, 25:21); Доминиканская Республика — Мексика 3:0 (25:16, 25:18, 25:23).

## Плей-офф

### Четвертьфинал
30 сентября
Пуэрто-Рико — Куба 3:1 (25:20, 25:14, 25:27, 25:18)
Канада — Мексика 3:2 (22:25, 25:15, 25:17, 21:25, 15:8)

### Полуфинал за 5—8 места
1 октября
Мексика — Коста-Рика 3:0 (25:16, 25:18, 25:13)
Куба — Тринидад и Тобаго 3:0 (25:14, 25:14, 25:14)

### Полуфинал за 1—4 места
1 октября
Доминиканская Республика — Канада 3:1 (18:25, 25:20, 25:23, 25:20)
США — Пуэрто-Рико 3:0 (25:20, 25:18, 25:17)

### Матч за 7-е место
2 октября
Тринидад и Тобаго — Коста-Рика 3:0 (25:19, 26:24, 26:24).

### Матч за 5-е место
2 октября
Куба — Мексика 3:1 (18:25, 25:15, 25:15, 25:19).

### Матч за 3-е место
2 октября
Пуэрто-Рико — Канада 3:1 (23:25, 25:19, 25:20, 25:17).

### Финал
| 2 октября 2015 | \| США \| 3:1 norceca.net \| Доминиканская Республика \| \| Алиша Гласс (1) Джордан Ларсон (13) Николь Фосетт (17) Фольюк Акинрадево (12) Тетори Диксон (7) Келси Робинсон (13) Кайла Бэнуорт (л) Криста Вансэнт Карста Лоу (3) Молли Креклоу \| Голы \| Аннерис Варгас (4) Марианна Ферсола (2) Ниверка Марте Фрика (1) Йонкайра Пенья (15) Джина Мамбру (16) Брайелин Мартинес (18) Бренда Кастильо (л) Гайла Гонсалес (1) Ана Бинет Камиль Домингес Джинейри Мартинес (4) Лисвель Эве Кастильо \| | Морелия «Auditorio Bicentenario» 3600 зрителей |
| Счёт по партиям — 25:19, 22:25, 25:18, 25:17. Время матча — 1 час 49 минут. Судьи: Эндрю Кэмерон, Джани Нава.                                                                     | | |
| США | 3:1 norceca.net | Доминиканская Республика |
| Алиша Гласс (1) Джордан Ларсон (13) Николь Фосетт (17) Фольюк Акинрадево (12) Тетори Диксон (7) Келси Робинсон (13) Кайла Бэнуорт (л) Криста Вансэнт Карста Лоу (3) Молли Креклоу | Голы | Аннерис Варгас (4) Марианна Ферсола (2) Ниверка Марте Фрика (1) Йонкайра Пенья (15) Джина Мамбру (16) Брайелин Мартинес (18) Бренда Кастильо (л) Гайла Гонсалес (1) Ана Бинет Камиль Домингес Джинейри Мартинес (4) Лисвель Эве Кастильо |

## Итоги

### Положение команд
| США                      |
| Доминиканская Республика |
| Пуэрто-Рико              |
| 4. Канада                |
| 5. Куба                  |
| 6. Мексика               |
| 7. Тринидад и Тобаго     |
| 8. Коста-Рика            |

Четыре лучшие команды (США, Доминиканская Республика, Пуэрто-Рико и Канада) квалифицировались на олимпийский отборочный турнир зоны Северной, Центральной Америки и Карибского бассейна.

### Призёры
США: Алиша Гласс, Кайла Бэнуорт, Лорен Джиббмейер, Джордан Ларсон, Меган Иси, Николь Фосетт, Фолуке Акинрадево, Натали Хагглунд, Молли Креклоу, Тетори Диксон, Рэйчел Адамс, Келси Робинсон, Криста Вансэнт, Карста Лоу. Тренер — Карч Кирай.
  Доминиканская Республика: Аннерис Варгас Вальдес, Винифер Фернандес, Лисвель Эве Кастильо, Марианна Ферсола Норберто, Бренда Кастильо, Камиль Домингес, Ниверка Марте Фрика, Эрасма Морено, Гайла Гонсалес Лопес, Йонкайра Пенья Исабель, Джина Мамбру Касилья, Ана Йоркира Бинет Стефенс, Брайелин Мартинес, Джинейри Мартинес. Тренер — Маркос Квик.
  Пуэрто-Рико: Дебора Сейлхамер, Вильмари Мохика, Яримар Роса, Стефани Энрайт, Аурея Крус, Карина Осасио, Наталия Валентин, Наталья Валентин, Алехандра Окендо, Линда Моралес, Диана Рейес, Кейла Родригес. Тренер — Хуан Карлос Нуньес.

### Индивидуальные призы
MVP:  Николь Фосетт
Лучшая связующая:  Ниверка Марте Фрика
Лучшая диагональная:  Хейди Родригес
Лучшие доигровщики:  Андреа Ранхель,  Йонкайра Пенья
Лучшие блокирующие:  Люсиль Чарук,  Линда Моралес
Лучшая либеро:  Бренда Кастильо
Лучшая на подаче:  Эвелин Сибаха
Лучшая на приёме:  Кайла Бэнуорт
Лучшая в защите:  Бренда Кастильо
Самая результативная:  Андреа Ранхель